# Crash Eagles Kaarst
Der Skaterhockey Club Crash Eagles Kaarst 85 e. V. (CEK) ist ein 1985 gegründeter Inline-Skaterhockey-Verein in Kaarst. Die 12 Liga-Mannschaften spielen nach den Regeln der ISHD.

## Entwicklung

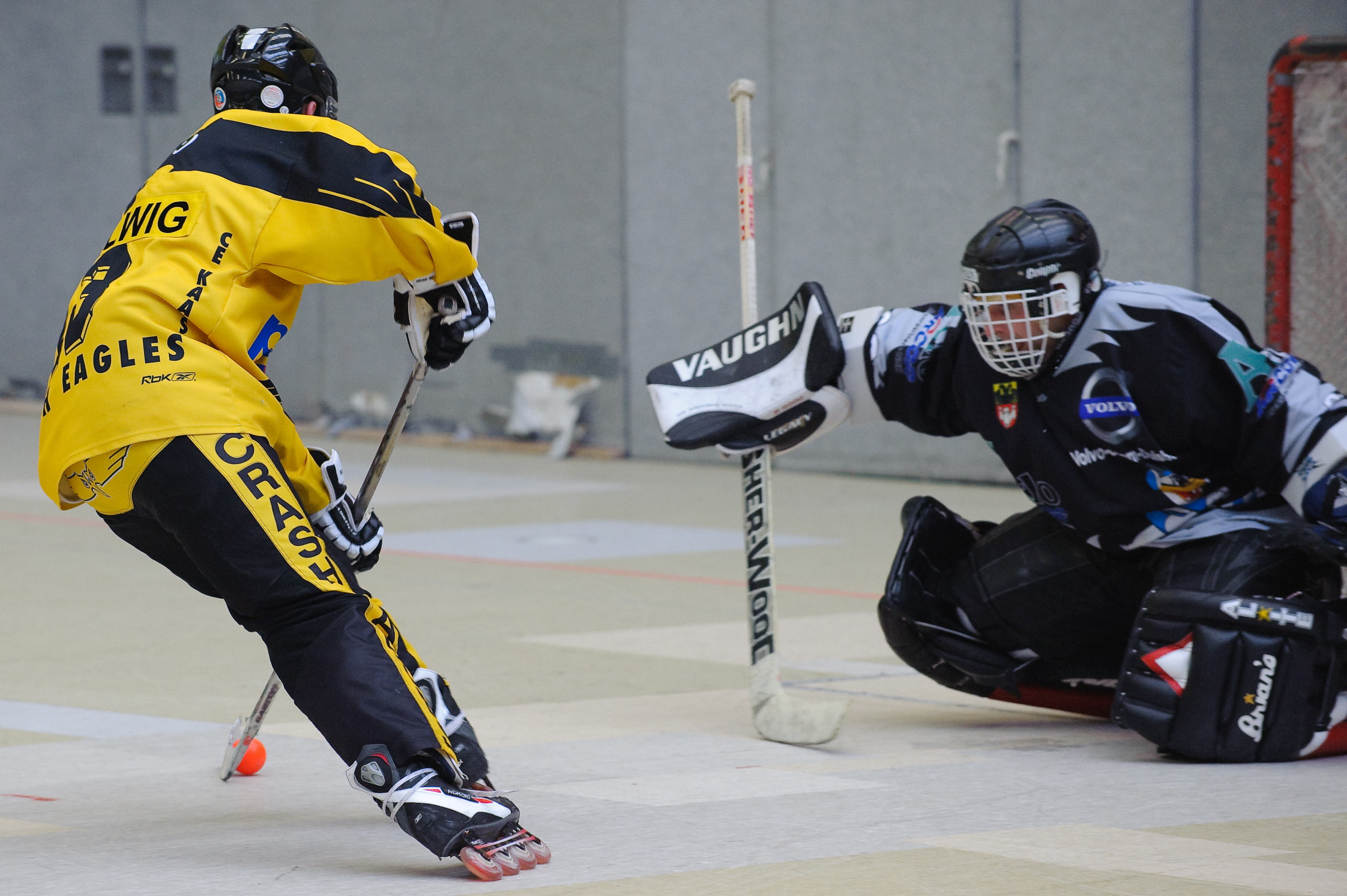
1. Bundesliga-Spiel: Crash Eagles Kaarst gegen Duisburg Ducks (2009)

Der Verein wurde am 24. März 1985 gegründet und ist heute mit 350 Mitgliedern und 60 ehrenamtlichen Mitarbeitern einer der größten eigenständigen Skaterhockey Vereine in Europa. Durch intensive Nachwuchsarbeit – für die der Verein mehrfach ausgezeichnet wurde – konnten die im Laufe der Jahre erweiterten Mannschaften diverse Meisterschaften, Pokale und internationale Veranstaltungen gewinnen.

### Nachwuchsarbeit
2010 begann für die Nachwuchsarbeit des CEK eine sehr erfolgreiche Phase, in dem Jahr konnte bereits jede erste Nachwuchsmannschaft einen Titel der jeweils höchsten Spielklasse erringen: die 1. Bambini wurden NRW-Meister, die 1. Schüler- und 1. Jugendmannschaft wurden ISHD-Pokalsieger und die 1. Junioren wurden Deutscher Meister. Im Jahr 2012 schaffte die 1. Schülermannschaft außerdem nach 2010 und 2011 das Pokal-Triple, welches sie 2013 dann noch zum vierfachen Pokalgewinn erhöhten und das Meisterschafts-Triple hinzufügte. Ebenso gewann auch die Jugendmannschaft 2013 den deutschen Pokal wie auch die Meisterschaft, gefolgt von den Junioren, die ebenfalls deutscher Meister wurden. Der CEK galt daher bereits 2013 mit 5 erzielten von 6 möglichen nationalen Nachwuchstiteln als der beste deutsche Ausbildungsklub im Inline-Skaterhockey. Dies wurde ihm auch 2015 wieder zugeschrieben, nachdem sowohl die Jugend wie auch die Junioren Deutscher Meister, Deutscher Pokalsieger als auch Europapokalsieger wurden. Nach der Saison 2015 führen die ersten Teams der CEK die ewigen Medaillenspiegel der deutschen Meisterschaft in allen Nachwuchsklassen mit z. T. weitem Vorsprung an, 2016 gewannen die Nachwuchsteams alle nationalen Pokal- und Meisterschaftstitel. Auf europäischer Ebene erreichten die Schüler und die Junioren ihr Pokalfinale, wobei die Schüler ihres für sich entscheiden konnten.

### Weiteres Engagement
Im Auftrag des ISHD und des internationalen Dachverbandes International Inline Skater Hockey Federation wurden internationale Meisterschaften und Pokalturniere ausgerichtet.
Seit 1986 wird auch der internationale „Eagle-Cup“ veranstaltet. Es treffen sich dabei erfolgreiche Mannschaften aus mehreren europäischen Ländern (wie Dänemark, Großbritannien, Niederlande, Polen, Schweiz) zu einem Freundschaftsturnier in Kaarst. Seit 2009 wird auch ein „Mini-Eagle-Cup“ für Nachwuchsmannschaften in der Bambini-Altersklasse veranstaltet.
Weiterhin wurde zum 10-jährigen Bestehen der Eagles der Förderkreis Eagles Plus 95 e. V. gegründet, dessen Ziel die Förderung sowohl des CEK-Nachwuchs als auch behinderter oder in Not geratener Sportler im Kreis Neuss zu gleichen Teilen ist.
Von 2008 bis 2015 spielten auch die nach den Regeln des IHD-Spielbetriebes spielende Inline-Hockey-Mannschaft „Panzerknacker“ unter dem Vereinsdach; abgelöst wurden sie von den Inlineskatern der „Green Hornets“, die in der 'Rheingoldliga' in der Düsseldorfer Brehmstraße antreten.

## Mannschaften

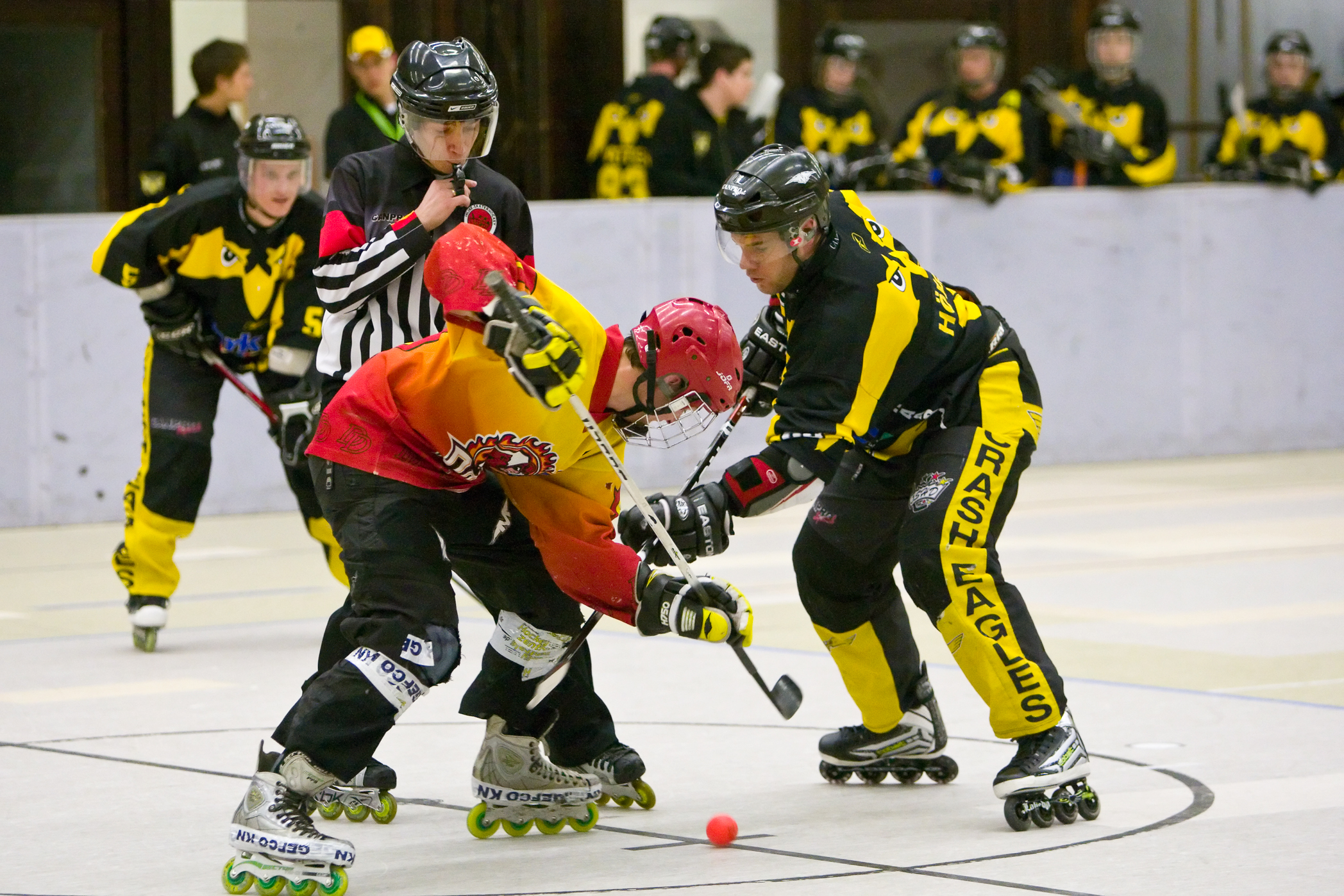
Spieler der Crash Eagles (2009)

(Stand 2016)
| ISHD-Liga | IHD-Liga               | Kein Ligabetrieb |
| --- | ---------------------- | ---------------- |
| - 1. Herren - Damen - 2. Herren - 3. Herren - 1. Junioren - 1. Jugend - 2. Jugend - 1. Schüler - 2. Schüler - 1. Bambini - 2. Bambini - 3. Bambinu U8 | - Herren Panzerknacker | Funky Eagles     |
| |                        |                  |

## Erfolge

### 1. Herren
- Deutsche Meisterschaft: 1997, 1998, 2017, 2018, 2022, 2023, 2024 (2. Platz: 1992, 1996, 2016, 2019)[5]
- Deutscher Pokal: 1997, 1999, 2004, (2. Platz: 1998, 2000, 2003)
- Internationale Turniererfolge:
  - Europapokal (Kaarst): 2023 (2. Platz: 2019)
  - Eaglecup (Kaarst): 1996, 2008, (2. Platz: 2007)
  - Moskitocup (Essen): 2006
  - Seidenspinnercup (Krefeld): 2006 (2. Platz: 2005),
  - RamsCup (Düsseldorf): (2. Platz: 2006)

### 2. Herren
- Meister der 2. Bundesliga Nord: 2004[6], (2. Platz:2003)
- Meister der 2. Bundesliga Süd: 2007
- Meister der LLN (Landesliga Niederrhein) 2016

### Damen
- Deutsche Meisterschaft: (2. Platz: 1989, 1990, 1991)
- Deutscher Pokal: (2. Platz: 1991)

### Junioren
- Europapokal: 2014, 2015 (2. Platz: 2016)
- Deutsche Meisterschaft: 1993, 2010, 2011, 2013, 2014, 2015, 2016, 2017, 2018, 2021, 2022, 2023 (2. Platz: 1988, 1989, 1990, 1991, 1992, 1994, 1995, 1997)
- Deutscher Pokal: 1993, 1994, 1995, 2015, 2016, 2017, 2019, 2022, 2023 (2. Platz: 1990, 2001, 2005)

### Jugend
- Europapokal: 2009, 2015, 2016
- Deutsche Meisterschaft: 1999, 2013, 2015, 2016, 2019, 2021 (2. Platz: 2000, 2008, 2012, 2014)
- Deutscher Pokal: 2008, 2010, 2012, 2013, 2015, 2016, 2019 (2. Platz: 1999, 2007)

#### 2. Jugend
- Meister der 2. Jugendliga West: 2013[7]

### Schüler
- Europapokal: 2014, 2022 (2. Platz: 2007, 2011)
- Deutsche Meisterschaft: 1991, 1992, 1997, 2011, 2012, 2013, 2016, 2021 (2. Platz: 1996, 1998, 2010, 2014)
- Deutscher Pokal: 2010, 2011, 2012, 2013, 2016, 2017, 2018 (2. Platz: 2002)

### Bambini
- Deutsche Meisterschaft: 2004 (2. Platz: 1999, 2000)
- Deutscher Pokal: 2004 (2. Platz: 2006, 2007)

Seit 2008 werden in dieser Altersklasse keine nationalen Titel mehr ausgespielt; der höchste erreichbare Titel ist die Landesmeisterschaft
- NRW-Meisterschaft: 2010 (2. Platz: 2012)

## Veranstaltungen

### Europameisterschaft
- Herren 1997, 2005, 2014
- Junioren 2005

### Europapokal
- Herren 2004, 2023
- Jugend 2009, 2013, 2015
- Schüler 2007

### Deutscher Pokal
- 2012

### Eagle Cup
- seit 1986 jährlich mit Unterbrechungen[9]

## Ehrungen
- Grünes Band für vorbildliche Talentförderung im Verein
- Ehrenbecher der Carolus-Gesellschaft in Kaarst